# 鈴鹿典子
鈴鹿 典子（すずか のりこ）は日本のアーティスト。大阪府吹田市出身。
小児期とAYA世代で罹患した2つの脳疾患などがあり、車いすユーザーである。闘病記「いのちを乗せた車いす〜犯罪被害者の私が車いすユーザーとなって〜」の著者。同書は、柳田邦男などが育成した「聞き書きボランティア」のサポートも受けながら著したもの。
主な執筆場所は、著者の治療先である大阪大学医学部附属病院。出版元はクエーサー出版（大阪市）。
冒頭2ページは、フリーライターの合田享史が著者に丁寧に取材をしたうえで執筆。著者が車いすユーザーとなって4年目から13年目までの日記と、日記を書籍化しようという思いに至った理由などが、冒頭2ページやプロローグ、あとがきにつづられている。
同書の帯は、広島県に住む患者の夢をかなえる活動をする「難病プロジェクト Mebia」によるメッセージ。著者が患者として難病プロジェクト Mebiaに提出している夢は、「April Dream」のサイト（下）などに掲載。
患者である著者が難病プロジェクトに提出している夢（様々な方のご都合があるため、著者の夢がかなうかどうかはわからないものの、April DreamのHP等に掲載）
- 闘病の心の支えのYOSHIKIさんと曲をつくりたい - April Dream
- ドリームリリース 患者サポート団体の支援でYOSHIKIさんとともに曲をつくりたい 鈴鹿典子

ちなみに、闘病記「いのちを乗せた車いす〜犯罪被害者の私が車いすユーザーとなって〜」に掲載されている日記の一部は、株式会社カタルチアと連携して朗読動画化。もともとは奈良県立医科大学主催のイベントのために制作したものだったが、学校等で視聴されている。（動画「いのちを乗せた車いす2」のイラストは、著者の友人によるもの）
趣味は好きなミュージシャンのライブにでかけること。一番最初にファンになったミュージシャンは、日本のロックバンドのX JAPANで、バンドのライブにも、メンバーのソロなどのイベントにも、観客として参加している。そんなこともあり、難病プロジェクト Mebiaに提出する夢は上のリンク先に記したものに決めた。